# 前略。ねこと天使と同居はじめました。
『前略。ねこと天使と同居はじめました。』（ぜんりゃく ねことてんしとどうきょはじめました）は、緋月薙による日本のライトノベル作品。イラストは明星かがよが担当している。第4回ノベルジャパン大賞銀賞受賞作（受賞時のタイトルは「世の天秤はダンボールの中に」）。HJ文庫（ホビージャパン）より2010年7月から2012年7月まで刊行された。
漫画版が台湾の漫画雑誌「龍少年」で洪育府の作画にて連載されていて、それが日本ではwebサイト「コミックファイア」（旧・コミックHJ文庫）に翻訳されている。日本国内では単行本化されていないが、現地では東立出版社から全7巻コミックスとなっている。

## ストーリー
聖ヶ丘学園高等部の新任教師・水上悟はある雨の日、捨て猫と思われる3匹の子猫が入ったダンボール箱を発見する。無類の猫好きである悟は一瞬、心を動かされるが一人暮らしで子猫の世話が出来ないため、やむなくダンボール箱に傘を立てかけてその場を立ち去る。ところが、今度は十代半ばぐらいの少女がダンボール箱に入って雨に濡れている現場に遭遇してしまう。
色々と思い悩んだ末に悟は少女を保護して自宅へ連れて帰ることにするが、成り行きで一度は諦めた3匹の子猫達も付いて来た。少女は対外的に悟の従妹・水上澪という仮の立場と名前を与えられて3匹の子猫達と共に水上家の一員となる。
その頃。天界では男女2人の天使が、何かが起こるのを待ちわびながら下界の様子を観察していた。

## 登場人物

### 水上家
水上 悟（みなかみ さとる）
主人公。聖ヶ丘学園高等部の新任教師で、新聞部の顧問をしている。就職に際し、親元を離れて叔父夫婦の家に居候することになるが叔父夫婦は悟の就職に前後して海外へ赴任してしまったので実質、一人暮らしの状態であったが新年度が始まって間もない雨の日に正体不明の少女・澪と3匹の子猫を保護したことで生活が一変する。イブが悟をかばった時に澪という女の子を拾ったという世界のことを思い出す
水上 澪（みなかみ みお）
雨が降る中、ダンボール箱に入った状態で悟と遭遇し成り行きで保護された少女。「澪」という名前は対外的に悟の従妹として紹介する際の名前で、当初は「301655723」と名乗っていたが最初の「30」の部分より「みお」と命名された。
悟と出会った当初は感情を表に出すことが少なく、一般常識に欠ける反面サブカルチャーに関する偏った知識ばかりを持ち合わせていたが悟との生活を通じて感情表現が多彩になって行く。
その正体は、天界からある意図で下界へ送り込まれた天使の素体（「301655723」はその識別番号）であったが事の真相が明らかになった後、澪・悟・3匹の子猫とも今まで通り一緖に暮らすことを望んだため、悟の叔父夫婦の一人娘として転生している。転生後は聖ヶ丘学園高等部1年生として学校にも通っている。
悟の従妹となっているが澪自身は悟と異なり、天使として下界へ送り込まれた経緯について記憶している。

#### 3匹の子猫
3匹とも悟が澪を保護した際に成り行きで水上家の一員となった。元々は普通のネコであったが、天使である澪と意思疎通を図る内にその聖なる力に影響を受け、高度な知能を持った聖獣となっている。悟と出会った当初、サブカルチャーに関する偏った知識に支配されていた澪はそれぞれ「コトノハ・セカイ・マコト」と名付けようとして悟に止められた。3巻で人間に変化する能力を会得した。
ヴィス
白い雌猫。ドイツ語で「白」を意味する“Weiß”（ヴァイス）から命名された。3匹の中で一番頭が良く、高校生レベルの数学の問題を苦も無く正答する。
イブ
黒い雌猫。体毛の色が夜を連想させることから命名された。水上家が放火された際には、身を呈して澪が大切にしていた写真を炎の中から守り通した。悟の頭上にのる事が多く一番悟と関わるシーンが多い。
リッド
白と黒の斑模様の雄猫。ハイブリッド（Hybrid）から命名された。3匹の末っ子らしく、好奇心旺盛でいたずらが多い。また、恥ずかしがりやな一面ももつ。

### 聖ヶ丘の人々
黒木 司（くろき つかさ）
聖ヶ丘の交番に勤務している悟の悪友。エロゲーとコスプレ撮影が趣味で、悟に弱みを握られていつも都合良くタダ働きをさせられる。いわゆるツンデレ疑惑がある。
鈴宮 細音（すずみや さざね）
聖ヶ丘学園高等部2年生の女子生徒。悟とは担任と教え子の関係かつ、互いの両親が親友同士のため幼少の頃から家族ぐるみの付き合いが有る。澪が転生し悟の叔父夫婦の従妹となって以降は澪とも幼馴染みと言うことになっている。キーヤという犬を飼っていた。
旺盛な行動力で新聞部を引っ張っていたが、自分の目の前で交通事故を始め他人が不慮の事故に巻き込まれるトラブルが多発して落ち込んでいる。

### 天使
財天寺 努（ざいてんじ つとむ）
天界が平和過ぎることに嫌気が刺し、自作自演で騒動を起こす為に澪を下界へ送り込んだ天使の1人。「財天寺 努」は下界で世を忍ぶ仮の名前であり、本名はツトレキエル。当初の計画では、天使の素体である澪が邪な意図を持った男に拾われて堕天使となった所で騒動を鎮圧して名声を得ることを見込んでいたが、教師である悟が自身を厳しく律する態度で澪に接したことでこの目論見は外れてしまう。
下界務めだった頃に秋葉原でサブカルチャーにどっぷりと浸った生活を満喫し、天使の素体として誕生したばかりの澪を下界へ送り込む前に偏った知識ばかりを授けていた。事の真相が明らかになった後、再び下界勤務を命じられるが新たな勤務先は巣鴨で、かつ「盆暮れに持ち場を離れてはならない」と言う厳しい条件を課されることになった。以後、表向きは聖ヶ丘学園の学校用務員として何か問題が発生した時には澪の相談相手となっている。
白川 有紗（しらかわ ありさ）
天界が平和過ぎることに嫌気が刺し、自作自演で騒動を起こす為に澪を下界へ送り込んだ天使の1人。努と同様に「白川 有紗」は下界で世を忍ぶ仮の名前であり、本名はスリア。下界務めだった頃に池袋の乙女ロードで腐女子生活を満喫していたが、後に努と同じ条件を課されて巣鴨での勤務を命じられ、表向きは聖ヶ丘学園の事務員として澪の相談相手となっている。
ガブリエル
天界における天使の最高位である四大熾天使の1人。女性。配下の天使達に下界への不干渉を言い渡していたが、2人の天使が自作自演で堕天使を誕生させようとしていることに気付きつつ事の成り行きを見守っていた。その後、水上家が放火で炎上したことを契機に澪が負の感情に捕らわれ、堕天使として覚醒しかかった所に降臨し悟に事の真相を告げると共に悟と澪、そして3匹の猫達の願いを聞き届ける。2巻では地上での器として理事長ガブリエラとして登場している。幅広い知識を持ち合わせており、努や有紗の方面の話も分かる。また、学園の購買部の店番をすることがよくあり凄まじい速度で客をさばく。

## 既刊一覧
- 緋月薙（著） / 明星かがよ（イラスト） 『前略。ねこと天使と同居はじめました。』 ホビージャパン〈HJ文庫〉、全6巻
  1. 2010年8月1日初版発行（同日発売[5]）、ISBN 978-4-7986-0106-9
  2. 2011年1月1日初版発行（同日発売[5]）、ISBN 978-4-7986-0152-6
  3. 2011年6月1日初版発行（同日発売[5]）、ISBN 978-4-7986-0214-1
  4. 2011年9月1日初版発行（同日発売[5]）、ISBN 978-4-7986-0265-3
  5. 2012年3月1日初版発行（同日発売[5]）、ISBN 978-4-7986-0358-2
  6. 2012年7月1日初版発行（同日発売[5]）、ISBN 978-4-7986-0399-5